# Джинвала, Френе
Френе Ношир Джинвала (англ. Frene Noshir Ginwala; 25 апреля 1932, Йоханнесбург — 12 января 2023, Дурбан) — южноафриканский политик, первый спикер Национальной ассамблеи Южно-Африканской Республики.

## Биография
Родилась в семье индийского происхождения с парсскими корнями. Окончила юридический факультет Лондонского университета, после чего поселилась в Дурбане.
В 1960 г., после того как на фоне расстрела в Шарпевиле в Южно-Африканском Союзе было введено чрезвычайное положение и Африканский национальный конгресс перешёл к нелегальной работе, Джинвала занималась организацией безопасных маршрутов для бегства из страны находившихся в опасности активистов, в том числе для лидеров АНК Юсуфа Даду и Оливера Тамбо. Последовав за ними в эмиграцию, она вошла в состав зарубежного руководства АНК, обосновавшегося в Дар-эс-Саламе. Здесь Джинвала возглавила ежемесячный журнал южноафриканской оппозиции Spearhead (с англ. — «Остриё копья»). В 1967 г. правительство Танзании объявило её нежелательным иммигрантом, после чего Джинвала выехала в Великобританию и поступила в аспирантуру Оксфордского университета по философии, однако прервала свои занятия после того, как в 1970 г. президент Танзании Джулиус Ньерере отменил решение о её нежелательности и пригласил её вернуться в Танзанию в качестве ответственного редактора газеты The Standard, национализированной танзанийским правительством (с 1972 г., после объединения с правительственной газетой The Nationalist, выходит под названием Daily News). Завершив работу над диссертацией и получив в Линакр-колледже Оксфордского университета степень доктора философии, Джинвала перебралась в Мозамбик, где работала над созданием информационной службы Африканского национального конгресса, способной распространять по всему миру позицию АНК относительно происходящих в Южной Африке событий. В персональном качестве она выступала публично и печатно во многих странах мира с призывами к международной борьбе против режима апартеида в ЮАР.
После того, как в ЮАР начался демонтаж системы апартеида, Джинвала в 1991 году вернулась в страну из тридцатилетней эмиграции. Весной 1991 года она приняла участие в общенациональной конференции, вновь учредившей Женскую лигу Африканского национального конгресса. В 1994 году на первых всеобщих парламентских выборах в ЮАР была избрана в состав Национальной ассамблеи Южно-Африканской Республики и по предложению получившей большинство фракции АНК заняла пост спикера, на котором находилась в течение 10 лет. Наряду с исполнением собственно политических обязанностей Джинвала проводила большую работу по популяризации парламента среди населения страны — в частности, по её приглашению известный южноафриканский дрэг-квин Питер-Дирк Эйс провёл в здании парламента съёмки одного из эпизодов своего шоу.
После завершения работы в парламенте Джинвала в 2005—2007 гг. занимала почётный пост канцлера Университета Квазулу-Натал. В 2007—2008 гг. возглавляла назначенную президентом Табо Мбеки специальную комиссию, созванную для оценки решения Мбеки об отстранении от должности генерального прокурора ЮАР Вуси Пиколи, утверждавшего, что его увольнение было вызвано желанием Мбеки не допустить криминального преследования главы Южноафриканской полицейской службы и президента Интерпола Джейки Селеби; комиссия под руководством Джинвала пришла к выводу о необходимости восстановления Пиколи в должности, однако сменивший к тому времени Мбеки на посту временный президент Кгалема Мотланте принял противоположное решение.
В 2003 году стала лауреатом Премии Север—Юг (вместе с Антониу де Алмейда Сантушем). Кавалер ряда национальных и международных наград, в том числе Ордена Восходящего солнца (2008).